# 空狐
空狐（くうこ）とは、日本に伝わる神獣または妖狐。狐が年を経たものであると考えられている。

## 概説
空狐と称される狐は江戸時代以後の文献に見られ、その名が挙げられている。江戸時代の随筆、朝川善庵『善庵随筆』や『北窓瑣談』には、皆川淇園『有斐斎箚記』に収められた当時の宗教者が語った天狐・空狐・気狐・野狐の順の狐の階級が収録されている。気狐たちの倍の神通力を持っているという。曲亭馬琴らによる奇談集『兎園小説拾遺』に転載された五狐神について記した理論書には、天狐・空狐・白狐・地狐・阿紫霊の順で名が挙げられており、空狐は1000年以上生きた狐のことであり、3000年を経ると稲成空狐（いなりくうこ）にもなると説かれ、天狐に次ぐ通力を持つ狐であるとされている。空狐や気狐など階級が高い狐は、野狐たち（一般的なキツネたち）とは異なって肉体をともなわない存在であるとも説かれてもおり、精霊のようなものであると考えられていたようである。

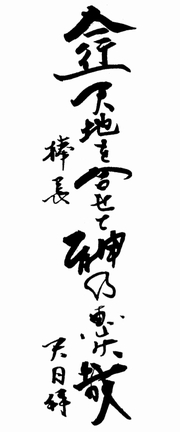
『宮川舎漫筆』より、天日という名の空狐が残したという書き物の筆跡。

江戸時代末期の安政年間に記された随筆『宮川舎漫筆』には、自らを空狐であると称する善狐が人間に憑いたという話がある。それによれば、犬に噛み殺されて魂のみとなっていた空狐が、久しく住んでいた上方から江戸へ向かう途中に一休みのため、長崎源次郎という者の家に仕える小侍に憑き、しばらく体を借りていた。それから数日間、空狐が源次郎に語ったところによれば、自らが属している善狐の種族にあたる狐たち（善狐の種族名の中に空狐というものは存在していない）はさまざまな術を使いこなすものの、人間に害を与える野狐と異なり、あくまで正直者や、愚鈍で生活に窮している者を助けるために術を使うのだといい、実際にその空狐は自分の憑いている小侍の疳の病を治療した。さらに源平、壇ノ浦、関ヶ原などの合戦の物語を語り、周囲の人々を楽しませて評判を呼んだ後、5日後に小侍から離れて行った。この空狐は去り際に源次郎への礼として書き物をしたためており（画像参照）、空狐の説明によればこれは「白川唯一神道之極意、唯授一人之伝」というもので、書中の「人一行」は社（やしろ）の形を指し、左下に書かれた「天日」がその空狐の名だという。この話は源次郎の家に同居していた親類の長崎半七郎の実見談として、半七郎の息子の長崎文理が「狐ものがたり」と題し『宮川舎漫筆』に収めている。
空狐についての理論を直接に示した江戸時代の宗教的な文献の数は少なく、上記の文献以外にはどのような範囲で語られていたのかを知る術がほとんど残されていない。よって『宮川舎漫筆』の話に登場する善狐の空狐が、『有斐斎箚記』などにある空狐とどのような関係にあるかは明確ではない。